# Marienlund (Odense)
 For alternative betydninger, se Marienlund. (Se også artikler, som begynder med Marienlund)
Marienlund Hovedgård er en gammel hovedgård i Skibhuskvarteret i Odense, der siden 1988 har dannet ramme om ældrecentret Skibhuscentret.
Gårdens oprindelige hovedbygning blev opført i 1765 og genopført efter en brand i 1922.
Gården ligger i Fredens Sogn, Odense Herred.

## Ejere af Marielund
- (1764-1783) Peter von Westen Eilschou
- (1783-1799) Anna Marie Becker gift Eilschou
- (1799-1801) Anna Marie Beckers dødsbo
- (1801-1803) Søren Hillerup / Hans Jørgen Hansen
- (1803-1825) prpt. Mørck
- (1825-1834) prpt. Wedel
- (1834-1865) prpt. Trolle
- (1865-1885) etatsrd. Langkilde
- (1885-1900) N. W. Langkilde
- (1900-1918) Interessantskab
- (1918-1965) Arnold Peter Møller
- (1965-1983) Odense Staalskibsværft A/S
- (1983-) Odense Kommune